# Église Saint-Médard de Cugny-les-Crouttes
L'église Saint-Médard est une église située à Oulchy-le-Château, en France, dans la localité de Cugny-lès-Crouttes.

## Localisation
L'église est située sur la commune d'Oulchy-le-Château, dans le département de l'Aisne.

## Historique
Le monument est classé au titre des monuments historiques en 1921.